# 專業裁判
專業裁判(プロフェッショナルレフェリー)是一項由日本足球協會頒發的榮譽，用以表揚「具有經驗、發揮出眾，並以裁判為正職」的足球裁判。

## 歷史
此榮譽始於2008年，並名為「特別裁判」(スペシャルレフェリー)，後來於2009年改稱為現有的名稱。同年，這榮譽也擴充至助理裁判。現時，日本足球協會共向16名裁判頒發「專業裁判」的名銜，其中13人為主裁判，其餘3人為助理裁判。另外，還包括上川徹、岡田正義和柏原丈二這三名已退役的裁判。

## 待遇
「專業裁判」的薪酬制度為固定底薪加上出戰獎金。儘管日本足球協會並沒有公佈其實際金額，但據估計頂薪為2千至3千萬日元，是一段上市公司員工薪金的兩倍。此外，為J1聯賽和J2聯賽判法的裁判會得到不同的薪酬待遇，J1主裁判的每場出戰獎金為12萬、助理裁判為6萬。在J2，主裁判的出戰獎金是6萬，助理裁判為3萬。

## 專業裁判列表
| 名字     | 主裁判/助理裁判 | 成為專業裁判年份 | 退役年份   | 國際審判資格 |
| -------- | --------------- | ---------------- | ---------- | ------------ |
| 岡田正義 | 主裁判          | 2002年           | 2010年12月 | 國際審判     |
| 上川徹   | 主裁判          | 2002年           | 2007年1月  | 國際審判     |
| 柏原丈二 | 主裁判          | 2003年           | 2011年6月  | 國際審判     |
| 吉田壽光 | 主裁判          | 2003年           |            | 國際審判     |
| 西村雄一 | 主裁判          | 2004年           |            | 國際審判     |
| 家本政明 | 主裁判          | 2005年           |            | 國際審判     |
| 扇谷健司 | 主裁判          | 2007年           |            | 國際審判     |
| 東城穣   | 主裁判          | 2008年           |            | 國際審判     |
| 松尾一   | 主裁判          | 2008年           |            | 國際審判     |
| 村上伸次 | 主裁判          | 2008年           |            |              |
| 佐藤隆治 | 主裁判          | 2009年           |            | 國際審判     |
| 飯田淳平 | 主裁判          | 2011年           |            | 國際審判     |
| 木村博之 | 主裁判          | 2012年           |            |              |
| 相樂亨   | 助理裁判        | 2009年           |            | 国際助理裁判 |
| 名木利幸 | 助理裁判        | 2009年           |            | 国際助理裁判 |
| 大塚晴弘 | 助理裁判        | 2011年           |            | 助理裁判     |